# Jens Podevijn
Jens Podevijn (Aalst, 18 juli 1989) is een voormalig Belgisch profvoetballer die als vleugelverdediger speelde.

## Carrière
De Aalstenaar doorliep de jeugdopleiding van Eendracht Aalst, en op 17-jarige leeftijd maakte hij zijn debuut in het eerste elftal van de club. Op 21 januari 2007 komt hij in de thuiswedstrijd tegen SK Lebeke-Aalst (4-1 winst) na 70 minuten in het veld voor Ewen Verheyden. In de loop der jaren groeit Podevijn uit tot een vaste waarde en promoveert hij met de club naar de Derde Klasse. In het seizoen 2010/11 wordt hij met de club kampioen en promoveert hij naar de Tweede Klasse.
In januari 2012 vertrekt Podevijn naar Nederland om te gaan voetballen bij het Tilburgse Willem II. Omdat hij zijn aflopende contract niet wilde verlengen, besloot Eendracht Aalst mee te werken aan de transfer naar de Tricolores. Daar tekende hij een contract dat hem voor 2,5 jaar aan de club verbindt.
In zijn eerste seizoen bij de Tilburgers hielp hij meteen mee aan promotie. In de beslissende wedstrijd in de play-offs voor promotie scoorde hij het beslissende tweede doelpunt in de 80ste minuut tegen FC Den Bosch (2-1).
In het seizoen daarop, waarin Willem II start in de Eredivisie tegen hun rivaal NAC Breda valt Jens Podevijn in, en scoort het openingsdoelpunt van seizoen 2012/13. De wedstrijd eindigt alsnog in een 1-1-gelijkspel.
In het seizoen 2013/14 raakt Jens Podevijn geblesseerd. Begin 2014 wordt zijn contract bij Willem II ontbonden, waarna hij in eigen land verder revalideerde. Niet veel later tekent hij verrassend een contract bij FCV Dender EH, terwijl de fans van Eendracht Aalst op een terugkeer hadden gehoopt. Podevijn speelde tweeënhalf seizoen voor Dender, waarmee hij in 2016 naar Tweede klasse promoveerde. De verdediger promoveerde echter niet mee, want nog voor het einde van het seizoen raakte al bekend dat Podevijn in het tussenseizoen zou overstappen naar FC Lebbeke.
In december 2018 hing Podevijn, bezig aan zijn derde seizoen bij FC Lebbeke, zijn schoenen aan de haak vanwege blijvend blessureleed. In het seizoen daarop ging hij op een iets lager niveau voetballen, namelijk bij eersteprovincialer KFC Voorde-Appelterre. Na afloop van het seizoen 2021/22 hing hij zijn schoenen definitief aan de haak en werd hij sportief manager bij Voorde-Appelterre.

## Cluboverzicht
| Seizoen | Club                  | Competitie                | Wedstrijden | Doelpunten |
| ------- | --------------------- | ------------------------- | ----------- | ---------- |
| 2006/07 | Eendracht Aalst       | Vierde klasse B           | 8           | 1          |
| 2007/08 | Eendracht Aalst       | Derde klasse A            | 27          | 3          |
| 2008/09 | Eendracht Aalst       | Derde klasse A            | 13          | 0          |
| 2009/10 | Eendracht Aalst       | Derde klasse A            | 32          | 3          |
| 2010/11 | Eendracht Aalst       | Derde klasse A            | 0           | 0          |
| 2011/12 | Eendracht Aalst       | Tweede klasse             | 19          | 4          |
| 2011/12 | Willem II             | Eerste divisie            | 8           | 1          |
| 2012/13 | Willem II             | Eredivisie                | 17          | 2          |
| 2013/14 | Willem II             | Eerste divisie            | 3           | 0          |
| 2013/14 | FCV Dender EH         | Derde klasse A            | 8           | 0          |
| 2014/15 | FCV Dender EH         | Derde klasse A            |             |            |
| 2015/16 | FCV Dender EH         | Derde klasse A            |             |            |
| 2016/17 | FC Lebbeke            | Derde klasse am. VFV A    |             |            |
| 2017/18 | FC Lebbeke            | Derde klasse am. VFV A    |             |            |
| 2018/19 | FC Lebbeke            | Derde klasse am. VFV A    |             |            |
| 2019/20 | KFC Voorde-Appelterre | Eerste provinciale O.-Vl. |             |            |
| 2020/21 | KFC Voorde-Appelterre | Derde afdeling VV A       |             |            |
| 2021/22 | KFC Voorde-Appelterre | Derde afdeling VV A       |             |            |
| Totaal  |                       |                           | 130         | 14         |